# Прудищи (Андреевский сельский округ)
Прудищи — деревня в Борисоглебском районе Ярославской области. Входит в состав Инальцинского сельского поселения.

## География
Находится в юго-восточной части Ярославской области на расстоянии приблизительно 13 км на запад-юго-запад по прямой от районного центра поселка Борисоглебский.

## История
В 1859 году здесь (деревня Ростовского уезда Ярославской губернии) было учтено 19 дворов, в 1898 — 27.

## Население
Численность населения: 122 человека (1859 год), 0 как в 2002 году, так и в 2010.